# Çobanisa, Karpuzlu
Çobanisa là một xã thuộc huyện Karpuzlu, tỉnh Aydın, Thổ Nhĩ Kỳ. Dân số thời điểm năm 2010 là 727 người.